# Año Internacional del Arroz
2004 fue proclamado Año Internacional del Arroz por la Asamblea General de las Naciones Unidas mediante la resolución 57/162, aprobada el 16 de diciembre de 2002. Esta designación se basó en la resolución 2/2001 de la Conferencia de la Organización de las Naciones Unidas para la Agricultura y la Alimentación (FAO), que destacó el papel esencial del arroz en la seguridad alimentaria y su importancia en la mitigación de la pobreza y la malnutrición a nivel mundial.
El arroz es el alimento básico de más de la mitad de la población mundial y juega un rol clave en la estabilidad económica y social de muchas regiones. La proclamación de este año buscó aumentar la conciencia global sobre su importancia y fomentar estrategias para su producción sostenible, en línea con los compromisos internacionales establecidos en la Declaración del Milenio.

## Actividades y alcance
La FAO asumió un papel central en la coordinación de las actividades conmemorativas, trabajando en conjunto con gobiernos nacionales, el Programa de las Naciones Unidas para el Desarrollo (PNUD), los centros del Grupo Consultivo sobre Investigaciones Agrícolas Internacionales (CGIAR) y diversas organizaciones del sistema de las Naciones Unidas y entidades no gubernamentales.
Durante el año, se llevaron a cabo importantes iniciativas para mejorar la producción y distribución del arroz, promoviendo tanto la investigación científica como la cooperación internacional. Se realizaron estudios sobre nuevas variedades de arroz con mayor resistencia a condiciones climáticas adversas y enfermedades, así como estrategias para optimizar el rendimiento de los cultivos sin comprometer la biodiversidad. La promoción de prácticas agrícolas innovadoras, como el manejo integrado del arroz y sistemas de producción sostenibles, fue un eje central de las actividades, con el fin de garantizar la seguridad alimentaria a largo plazo.
Se organizaron conferencias internacionales y programas de sensibilización que resaltaron el papel del arroz en el desarrollo rural y la lucha contra la malnutrición. También se implementaron proyectos de cooperación internacional, orientados a fortalecer la capacidad de los países en desarrollo mediante asistencia técnica y financiamiento para mejorar la producción arrocera. A su vez, se incentivaron inversiones en infraestructuras agrícolas, incluyendo sistemas de riego, transporte y almacenamiento, para reducir las pérdidas postcosecha y garantizar una distribución más eficiente.
El financiamiento de estas iniciativas provino de contribuciones voluntarias de los Estados miembros, organismos internacionales y el sector privado, asegurando la continuidad de los esfuerzos para mejorar la producción de arroz de manera sostenible y accesible para las poblaciones más vulnerables.